# Protocolo Facultativo de la Convención contra la Tortura y otros tratos o penas crueles, inhumanos o degradantes
El Protocolo Facultativo de la Convención contra la Tortura y otros tratos o penas crueles, inhumanos o degradantes, es un tratado internacional cuya principal finalidad es promover la prevención de la tortura y los malos tratos en los lugares de encierro, a través de un sistema de visitas periódicas a cargo de órganos internacionales y nacionales independientes.
El tratado fue aprobado por la Asamblea General de las Naciones Unidas en diciembre de 2002 y entró en vigor en junio de 2006. Crea un órgano de tratado denominado Subcomité de las Naciones Unidas para la Prevención de la Tortura y Otros Tratos o Penas Crueles, Inhumanos o Degradantes (el SPT). A la vez, cada estado parte se obliga a establecer uno o más mecanismos nacionales de prevención de la tortura (MNP), a cargo de los cuales se encuentra la tarea de efectuar visitas periódicas a todo tipo de establecimientos en los cuales se encuentren o puedan encontrarse personas privadas de libertad.
El tratado promueve un mecanismo de cooperación entre el SPT, los MNP y las autoridades de los países miembro, a través de las visitas independientes, las recomendaciones y el diálogo con los funcionarios responsables.
Este protocolo facultativo se diferencia de otros porque no establece normas, sino que introduce un mecanismo operativo. Tampoco establece un sistema para presentar y gestionar quejas individuales, sino que apunta a las causas de sucesos o situaciones generalizadas. No obliga a los Estados Partes a presentar informes periódicos, sino que los exhorta a prestar atención a las recomendaciones de los expertos nacionales e internacionales y adoptar reformas para su implementación.

## La prevención de la Tortura
La prevención de la tortura y otros malos tratos es un enfoque de derechos humanos mediante el cual se pretende avanzar más allá de los mecanismos de evaluación y sanción establecidos por la Convención Contra la Tortura, con la finalidad de promover reformas que reduzcan los riesgos de tortura y otros malos tratos, principalmente abordando sus causas originarias.
Este enfoque incluye la complementación de los esfuerzos nacionales e internacionales, de la sociedad civil con el Estado, y de los órganos independientes a cargo de efectuar las visitas con las autoridades responsables de dar respuesta a sus recomendaciones.
A diferencia de otros enfoques, la prevención de la tortura no se concentra en la condena pública de las violaciones de los derechos humanos, sino que promueve la cooperación con los Estados Partes, con el objetivo de mejorar las condiciones de detención y reducir los factores de riesgo de las violaciones a los derechos humanos. Se basa en la cooperación y el diálogo sostenido a largo plazo entre los expertos independientes de los MPT y el SPT con de los Estados Partes, para que estas desarrollen los cambios que sean necesarios para prevenir la tortura y otros malos tratos.